# Svinesund
Der Svinesund (deutsch „Schweinesund“) ist ein Sund zwischen Skagerrak und dem Iddefjord, der die schwedische Provinz Bohuslän von der norwegischen Provinz Østfold trennt und somit auch die Ländergrenze zwischen Norwegen und Schweden bildet. Über ihn führen die beiden Svinesundbrücken.